# Białka (Pilica)
Die Białka ist ein linker Zufluss der Pilica in der Woiwodschaft Schlesien in Polen. Sie gehört damit dem Flusssystem der Weichsel an.

## Geografie
Die Białka entspringt bei dem Dorf Irządze in gleichnamigen Gmina, verläuft in generell nördlicher Richtung und mündet nach einem Lauf über 26,6 Kilometer bei der Stadt Koniecpol als linksseitiger Zufluss in die Pilica. Im Oberlauf quert sie die Droga krajowa 46. Ihr Einzugsgebiet wird mit 144 km² angegeben.

## Zuflüsse
Linker Zufluss ist die Halszka (Länge rund 6 Kilometer).